# Джуъл (певица)
Джуъл Килчър (на английски: Jewel Kilcher), по-известна като Джуъл, е американска певица и филмова актриса.

## Биография
Родена е на 23 май 1974 в Пейсън. Прекарва детството си в Аляска, където отрано започва да придружава родителите си по време на техните представления по барове и кръчми. След развода им тя остава при баща си и продължава да го следва по време на неговите музикални ангажименти. Седем години по-късно Джуъл се премества в Мичиган и следва в Interlochen Arts Academy. По това време тя започва да пише своите първи песни. След дипломирането живее при майка си в Сан Диего и изкарва прехраната си с почасова работа. По време на едно нейно изпълнение в кафене е открита от Атлантик Рекърдс.
През 1995 г. за кратко има връзка с Шон Пен. През август 2008 г. се омъжва за каубоя Тай Мъри след 10-годишна връзка с него. Двамата имат син, роден през юли 2011 г. През юли 2014 г., след почти 6-годишен брак, Джуъл обявява развода си с Мъри в личния си уебсайт. Нейна братовчедка е актрисата и активистка Корианка Килчър.

## Филмова кариера
През 1999 г. се снима в Ride with the Devil заедно с американския актьор от германски произход Скийт Улрих и Тоби Магуайър.

## Творчество

### Албуми
- 2008: Perfectly Clear
- 2006: Goodbye Alice In Wonderland
- 2003: 0304
- 2001: This Way
- 1999: Joy – A Holiday Collection
- 1998: Spirit
- 1995: Pieces Of You

### Сингли
- 2008: Till It Feels Like Cheating
- 2008: I Do
- 2008: Stronger Woman
- 2006: Good Day
- 2006: Again and Again
- 2003: 2 Become 1
- 2003: Stand
- 2003: Intuition
- 2002: Serve The Ego
- 2002: This Way
- 2002: Break Me
- 2002: Standing still
- 1999: What`s simple is true
- 1999: Life Uncommon
- 1999: Jupiter
- 1999: Down so long
- 1998: Hands
- 1998: Morning song
- 1997: Foolish games
- 1996: You Were Meant for Me
- 1996: Who will save your soul

### DVD
- 2008: The Essential Live Songbook
- 2004: Live at Humphrey's
- 1999: A Life Uncommon

### Книги
- 2001: Chasing Down the Dawn: Stories from the Road
- 1999: A Night Without Armor: Poems